# Чжан Тяньжань
Чжан Тяньжань (кит. трад. 張天然, 1889—1947) — основатель современной синкретической религиозной организации Игуаньдао. Родился в провинции Шаньдун в округе Цзинин. Считается преемником Лу Чжунъи — 17-го патриарха в линии передачи традиции Игуаньдао, и воплощением Цзигуна (1148—1209) — юродивого буддийского монаха, почитаемого разными религиозными организациями Китая.
Проповеди Чжан Тяньжаня о единстве всех религий и о близости смерти и конца света оказывали сильное воздействие на слушателей, и в исторической обстановке временного распада единого Китайского государства и иностранной интервенции способствовали распространению учения Игуаньдао по всей стране как среди китайцев, так и среди японцев, что впоследствии вызвало обвинения в сотрудничестве с японскими оккупационными властями.
Чжан Тяньжань скончался в 1947 году в Чэнду. Захоронен в Ханчжоу, его преемником стала матриарх Сунь Сучжэнь (1895—1975).